# St. Nicolai (Markneukirchen)

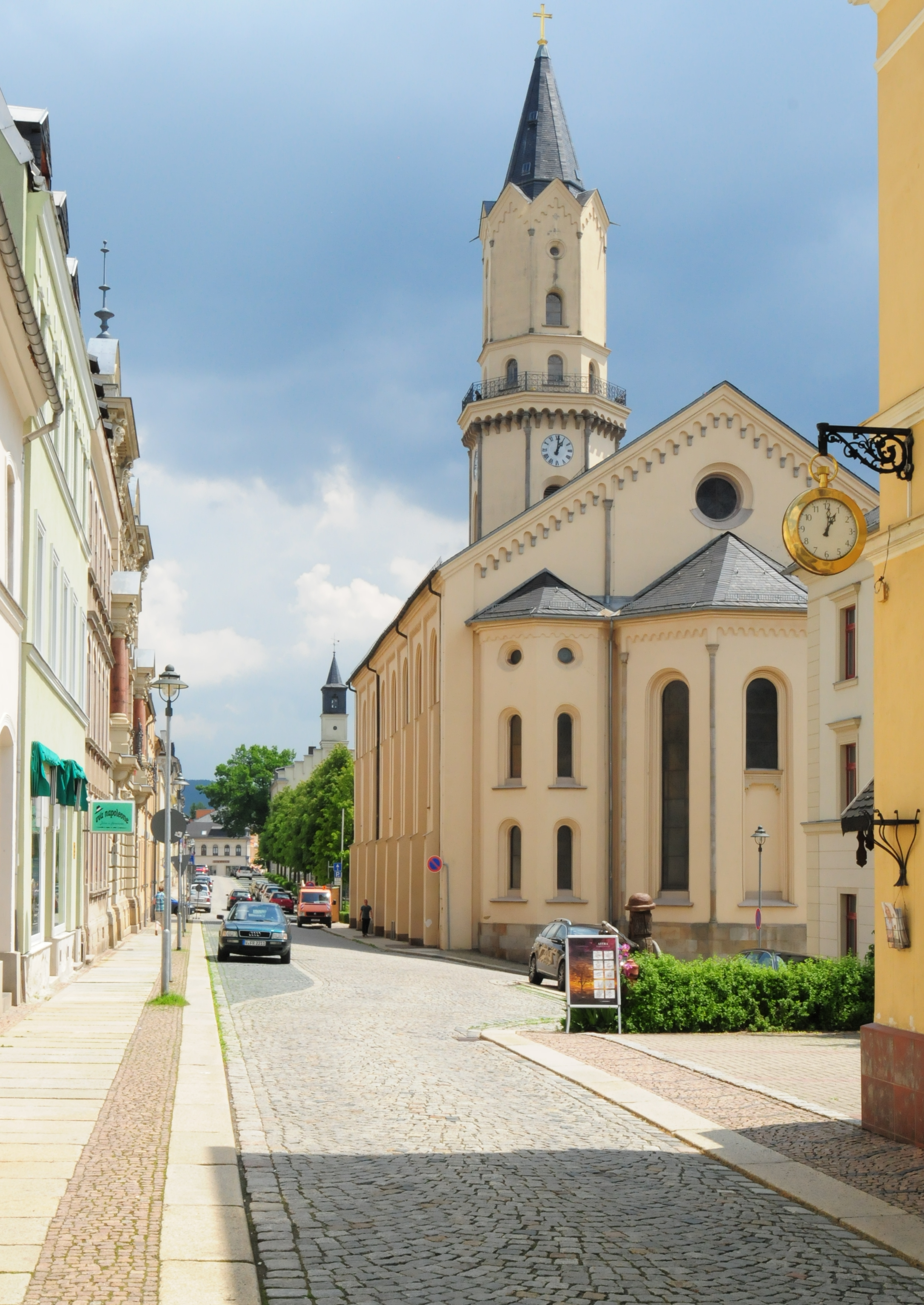
Stadtkirche St. Nicolai (Markneukirchen)

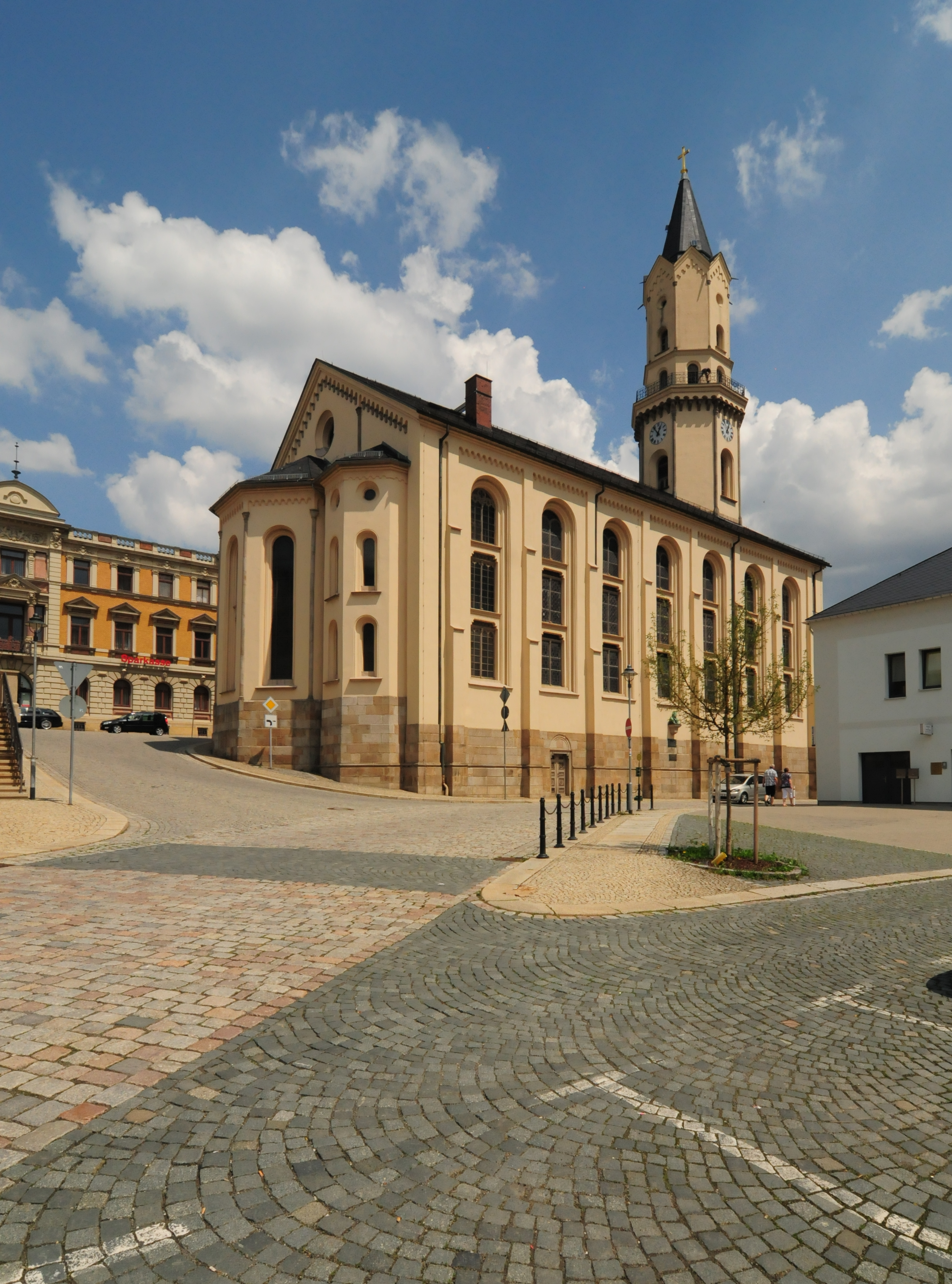
Westseite

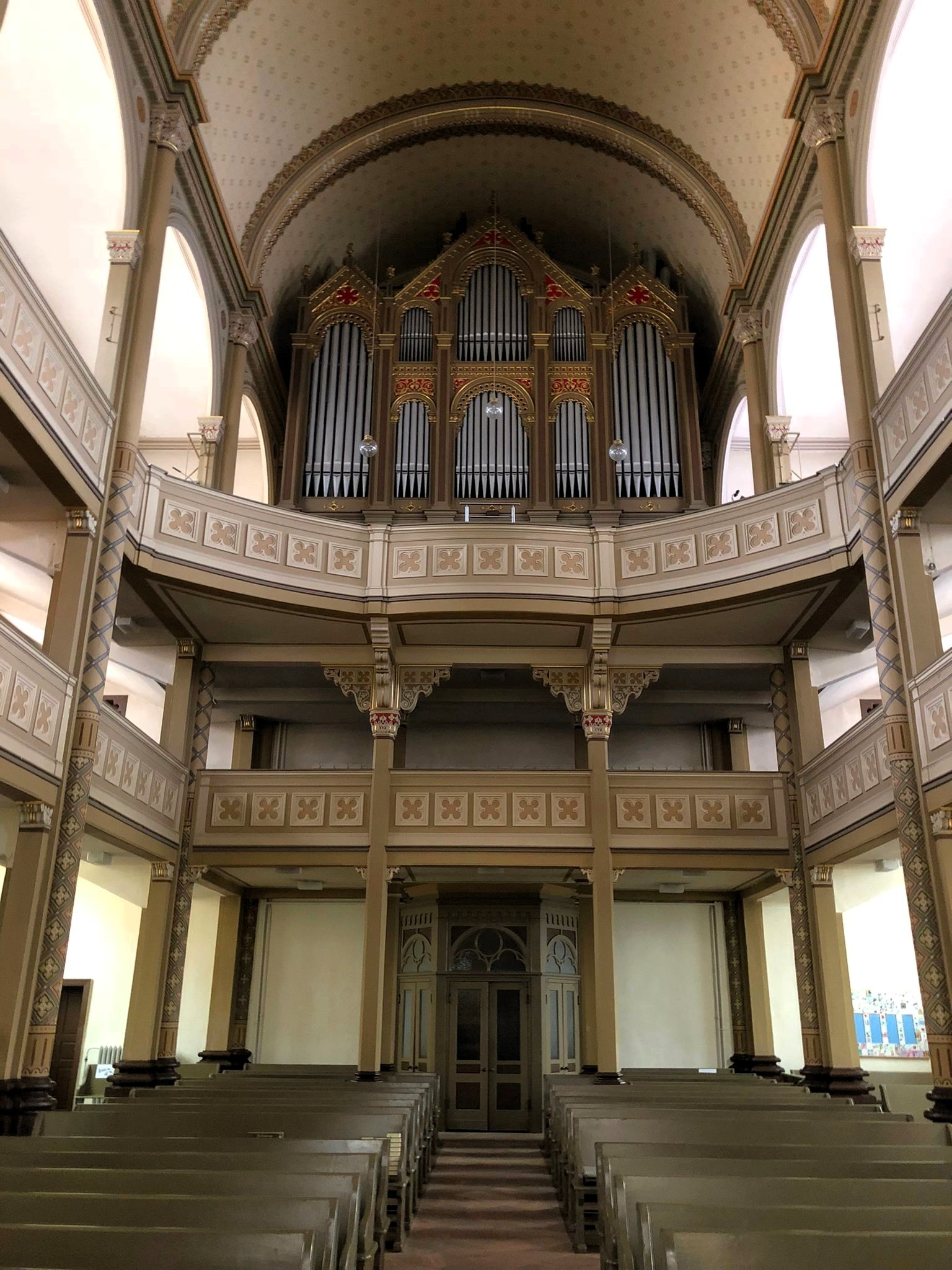
Schulze-Orgel

Die evangelische Stadtkirche St. Nicolai ist eine neuromanische Saalkirche in Markneukirchen im Vogtlandkreis in Sachsen. Sie gehört zur Kirchengemeinde Markneukirchen in der Kirchenbezirk Vogtland der Evangelisch-Lutherischen Landeskirche Sachsens.

## Geschichte und Architektur
Der aufwändig gegliederte neuromanische Emporensaal wurde in den Jahren 1842–48 anstelle eines durch Brand zerstörten Vorgängerbauwerks aus dem Jahr 1633 nach Entwurf von Ernst Hermann Arndt erbaut. Damit die Fassade mit derjenigen des damals neu erbauten Rathauses korrespondiert, wurde die Kirche nach Westen ausgerichtet. Zahlreiche Restaurierungen erfolgten unter anderem 1894, wobei der Innenraum nach Entwurf von Oskar Mothes ausgemalt wurde, sowie im Jahr 1986 mit einer Umgestaltung des Altarraums.
Das Bauwerk ist ein durch Strebepfeiler gegliederter Putzbau mit schlichten Apsiden im Westen. Der hoch aufragende Ostturm trägt ein oktogonales Glockengeschoss mit Umgang, als Abschluss dient ein weiterer oktogonaler Aufbau mit kleinen Giebeln und Helmdach.

## Ausstattung
Das Innere ist geprägt von der historistischen Ausmalung; im Mittelschiff ist ein Tonnengewölbe eingezogen; die Seitenschiffe sind flachgedeckt. Zweigeschossige Emporen sind an der Nord- und Südseite eingebaut, im Osten eine konvexe Orgelempore. Ein Triumphbogen vermittelt zum Chor. Die Ausstattung stammt aus der Bauzeit.
Drei Stahlgussglocken aus dem Jahr 1949 und eine Bronzeglocke von 1844 bilden das Geläut.
Besonders wertvoll ist die Orgel, ein Werk von Johann Friedrich Schulze aus dem Jahr 1848 mit 32 Registern auf zwei Manualen und Pedal; sie ist das größte erhaltene Werk ihres Erbauers in Deutschland und wurde nach geringfügigen Änderungen der Disposition im Jahr 1935 von Jehmlich schließlich in den Jahren 1993/94 durch Kristian Wegscheider nach dem Originalzustand restauriert.